# Cliquage (vin)
Le cliquage, appelé aussi macro-oxygénation, est une technique de vinification consistant à oxygéner le vin en quantité connue de façon ponctuelle et relativement massive. Ce procédé peut être utilisé lors de la vinification et/ou lors de l'élevage du vin et peut, dans ce cas, se substituer partiellement ou totalement aux opérations traditionnelles de remontage et de soutirage pratiquées par le vigneron. Il ne doit pas être confondu avec la micro-oxygénation, dont la pratique et les objectifs sont différents.
L'apport d'oxygène pur (de l'ordre de 1 à 10 mg/L/jour) est réalisé, au sein d'une cuve ou d'une barrique, grâce à un diffuseur en céramique micro-poreuse, appelé cliqueur, placé directement dans le moût ou le vin. Cet appareil peut être piloté par un système de commande qui gère précisément la quantité d'oxygène injectée en réglant la durée et le débit de diffusion du gaz.

## Avantages / Inconvénients
Lors de l'élevage, le cliquage peut permettre d'apporter les bénéfices suivants, :
- favoriser l'expression du fruit et des arômes ;
- contribuer à la stabilisation et à la préservation de la couleur ;
- concourir à l'assouplissement des tanins pour les vins rouges ;
- faciliter la dégradation des caractères végétaux ;
- corriger ou prévenir les odeurs et les goûts nauséabonds de « réduit » ;
- diminuer les coûts de main-d'œuvre.

Néanmoins, s'il est mal maîtrisé, il peut engendrer les problèmes suivants :
- favoriser le développement de micro-organismes indésirables ou de défauts tels que les brettanomyces ;
- provoquer un vieillissement prématuré, voire une oxydation du vin ou un assèchement et un durcissement des tanins.

Utilisé lors de la fermentation, il favorise la multiplication et la croissance des levures et va donc faciliter la réalisation d'une fermentation alcoolique optimale et complète.